# Xeramoeba pallipes
Xeramoeba pallipes är en tvåvingeart som först beskrevs av Friedrich Hermann Loew 1869.  Xeramoeba pallipes ingår i släktet Xeramoeba och familjen svävflugor. Inga underarter finns listade i Catalogue of Life.